# Henning Holck-Larsen
Henning Holck-Larsen (født 4. juli 1907 på Frederiksberg, død 27. juli 2003 i Mumbai, Indien) var en dansk ingeniør, direktør, generalkonsul og den ene af grundlæggerne af det indiske ingeniørfirma Larsen & Toubro (L&T), der i dag er en af Indiens største og mest velrenommerede virksomheder med 245.677  ansatte i 2022  og en omsætning i 2022 på omkring 33 mia. US$.
Henning Holck-Larsen blev student fra Metropolitanskolen i 1925 og blev cand.polyt. fra Den Polytekniske Læreanstalt i 1930. Han blev ansat i F.L. Smidth og kom på rejser til F.L. Smidth-koncernens internationale aktiviteter i bl.a. Estland, Persien og senere også til Indien. Sammen med sin studiekammerat Søren Kristian Toubro grundlagde han i 1938 agenturvirksomheden Larsen & Toubro i Bombay (i dag Mumbai). Virksomhedens importerede først danske industrimaskiner som mejerimaskiner fra Silkeborg Maskinfabrik (det senere Pasilac) og køleanlæg fra Atlas, som virksomheden tilpassede til indiske virksomheder.
Virksomheden har senere udviklet sig til et industrikonglomerat, der importerer og producerer alt fra daglige husholdningsartikler til nøglefærdige virksomheder, herunder mejerier, cementfabrikker, kunstgødningsanlæg, havneanlæg og boligblokke. Virksomheden har endvidere udvidet med en international software-sektion, der bl.a. udfører opgaver for danske KMD (tidl. Kommunedata).
Henning Holck-Larsen og Søren Toubros måde at importere teknologi og know-how til Indien på blev dybt respekteret, fordi den medtog social ansvarlighed for at sikre både boliger samt sundheds- og uddannelsesfaciliteter i de områder, hvor firmaet etablerede sine virksomheder.  Mens mange andre internationale virksomheder blev isoleret og trak sig ud af Indien gennem 70'erne og 80'erne på grund af den stærke indiske protektionisme og industrielle selvforsyningsstrategi, havde Larsen & Toubro ordrebøgerne fulde. Henning Holck-Larsen blandede sig aldrig i politik, og det var hans strategi, at der skulle være indere på firmaets ledende poster. 
I 1976 blev Henning Holck-Larsen tildelt Ramon Magsaysay Award (også betegnet "Asiens Nobelpris") for den humane måde, han havde indført teknologien til Indien. Det medfølgende pengebeløb gav han videre til Indira Gandhis Fond for Naturkatastrofer. Han var Kommandør af Dannebrog og modto Christian X's Erindringsmedalje.
Henning Holck-Larsen trådte tilbage som formand for Larsen & Toubro i 1980, men vendte tilbage med titlen Chairman Emeritus for at beskytte aktiekapitalen og firmaets andre store værdier. Han betegnede Indien som sit "adopterede fædreland" og delte i de senere år sin tid ligeligt mellem Danmark og Indien. Holck-Larsen døde som 96-årig i 2003 på Breach Candy Hospital i Mumbai. Han blev hædret med et indiske frimærke udsendt i sommeren 2008, hvorpå han stod foran skitsetegninger af det smukke Lotus Tempel (Bahai Temple) i New Delhi, som er opført af Larsen & Toubro Construction Group i 1980-86.

## Eksterne links
- Den gamle mand og Indien (om Henning Holck-Larsen) – af Jørgen Harboe i "Ingeniøren", 28. juni 1996
- Biography of Henning Holck-Larsen – fra Ramon Magsaysay Award Foundation i forbindelse med tildeling af "Ramon Magsaysay Award for International Understanding" i 1976 Arkiveret 30. marts 2009 hos  Wayback Machine
- L&T co-founder Holck-Larsen dead – mindeord i det indiske dagblad "The Hindu", 28. juli 2003 Arkiveret 17. marts 2008 hos  Wayback Machine